# 譚平山
譚 平山（たん へいざん）は、中国共産党初期の指導者。後に中国国民党革命委員会の主要な創始者の一人となる。旧名は鳴謙、号は聘三。

## 概要
1886年、広東省高明県の仕立て屋の子として生れる。1905年、熟慮の末、広州広東・広西の師範学校に入学。卒業後、雷州中学の教員を務め、かつ中国同盟会に参加。1917年、北京大学に入学し哲学を学び、積極的に五四運動に参加する。
1920年、広東に共産主義グループ創設のため戻る。1921年の中国共産党成立以後、中共広東支部書記に任命される。1923年は中国共産党第三次全国代表大会に出席、中央執行委員、中央局委員に選出される。中国共産党第四次全国代表大会においても中央執行委員に選出され、中国共産党第五次全国代表大会において中国共産党中央政治局委員、農民部長に選出された。
1924年（民国13年）1月、広州でひらかれた中国国民党第一回全国大会では、ソ連の制度を模倣した中央執行委員会の体制がつくられた。中央執行委員は総員24名で、孫文直系の汪兆銘（汪精衛）・胡漢民・廖仲愷などのほか、譚平山・李大釗・于樹徳の共産党員3名が当選した。また、中央執行委員候補17名中、共産党員は林祖涵・毛沢東・張国燾・瞿秋白ら7名に及んだ。譚平山は、併せて国民党中央組織部長となっている。1927年3月、武漢国民政府委員兼農民部長に任命される。
1927年8月、南昌蜂起に参加、中国国民党革命委員会議長団主席に選ばれ、以後対外的に国民政府委員長。蜂起軍南下中、賀龍を中国共産党に入党させる。南昌蜂起失敗後は香港に亡命。11月、中央臨時政治局拡大会議上、張国燾によるコミンテルン代表への説明により南昌蜂起失敗を引き起こしたとして欠席する間に党籍を剥奪された。
1937年、日中戦争勃発後に帰国、中国国民党や三民主義青年団で幹部となる。第一、第二、第三、第四次国民参政会参政員も務めた。日中戦争勝利後は、蔣介石の内戦政策に反対。1948年1月、香港で“中国国民党革命委員会”の成立に参加、中央常務委員となる。1949年9月、中国人民政治協商会議の第一次全体会議に参加、議長団常務委員および第1回の全国政協委員に選ばれた。
中華人民共和国成立後、政務院人民監察委員会主任などの職に任じられた。1956年3月、民革中央副主席に選出される。同年4月、北京で逝去。